# 7 Days to Die
7 Days to Die é um jogo eletrônico de survival horror em mundo aberto desenvolvido e publicado pela The Fun Pimps. Foi lançado em acesso antecipado na Steam em 13 de dezembro de 2013 para Microsoft Windows e MacOS, e em 22 de novembro de 2014 para Linux. As versões para PlayStation 4 e Xbox One foram publicadas em 2016 pela Telltale Games. Em meados de 2013, a desenvolvedora do jogo para iniciar o desenvolvimento dele teve que realizar uma campanha no kickstarter com uma meta de 200 mil dólares, e acabou arrecadando alguns dias antes do prazo final da doação mais de 500 mil para o projeto.

## Enredo
No ano de 2034, o planeta Terra sucumbiu sob uma guerra nuclear e constantes ataques biológicos, tendo sido os sobreviventes da guerra infectados com um vírus atualmente desconhecido, morrendo após 7 dias e reanimando-se como mortos-vivos.

## Jogabilidade
7 Days to Die é um jogo do gênero survival horror em primeira pessoa de mundo aberto com opções de modo de jogo um jogador e multijogador. O jogador é iniciado em um mundo pós-apocalíptico dominado por zumbis gerado aleatoriamente, com o objetivo de sobreviver o máximo de tempo possível. À medida que os dias passam, os zumbis ficam cada vez mais difíceis e mais agressivos. O jogo possui a capacidade de criar, destruir e manipular objetos e também vem com um sistema de física em que a construção de uma estrutura sem nenhum apoio, tais como pilares e paredes pode levar ao seu colapso.
O jogo é baseado em voxel, permitindo uma construção simples e destruição de objetos, e seu foco principal é fazer com que os jogadores tentem sobreviver à noite, já que o jogo apresenta um ciclo de dia e noite, fazendo os zumbis ficarem lentos e fraco durante o dia, mas rápidos e agressivos durante a noite. Além disso, o jogo apresenta um sistema em que o personagem constantemente precisa de comida e água. Objetos no mundo degradam-se ao longo do uso, para que o jogador tenha que procurar ou fazer novas ferramentas durante o progresso do jogo. O mundo está totalmente destrutível e modificável. O jogador pode construir a sua própria casa ou destruir as já existentes, a fim de coletar materiais para a construção de uma forte. 
O jogo também apresenta sistemas de distração e como se esconder para evitar conflitos desnecessários com os zumbis. Os zumbis em 7 Days to Die vão subir, cavar, destruir paredes, portas, ou até mesmo prédios inteiros, se necessário para chegar aos jogadores e matá-los. Isso leva ao jogador ter a necessidade de criar armadilhas para sua defesa ou de sua base.